# 碧武里站
碧武里站（音素換寫：S̄t̄hānī phechrburī，皇家轉寫：Sathani Phetchaburi，泰語發音：[sā.tʰǎː.nīː pʰét.t͡ɕʰā.bū.rīː]）為曼谷地鐵（MRT）藍線的一座車站，位於曼谷匯權縣的碧武里路、碧武里新路及叻猜拉披色路交叉口。站碼為PET。

## 车站構造
本站为岛式车站。
| FB      | 天橋               | 天橋往城市機場客運大樓                                                        |
| G       | -                  | 詩納卡寧威洛大學、巴士站、敦·鮑思高學校、聖多米尼克學校、阿速碼頭、阿速停靠點 |
| B1      | 地下行人道         | 1-3號出口                                                                     |
| B2      | 大堂               | 售票機                                                                        |
| B3 月台 | 1號月台            | MRT 往曼瓦（素坤逸）                                                          |
| B3 月台 | 島式月台，右側開門 |                                                                               |
| B3 月台 | 2號月台            | MRT 往島本（拍喃九）                                                          |

## 鄰近地點
- 出口 1：
  - 阿速粦鈴路
  - 師範大學（Srinakharinwirot University）
  - 伊朗大使館
  - Rutnin Eye Hospital
  - BB Building
- 出口 2：
  - 阿速渡頭（Asoke Pier）：毗鄰三養運河，乘客可使用渡輪迅速到達姬紗芭莎一帶的購物區。
  - Klong Saen Seap
  - 聖多明我學校（Saint Dominic School）
- 出口 3：
  - 阿速粦鈴路
  - 甘烹碧七街（Kamphaeng Phet 7 Road）
  - PK Tower
  - 日本大使館
  - 蒙古大使館
  - 鮑思高神父工業學校（Don Bosco Technical School）
  - CMIC Tower

## 接駁交通
- 公共汽車：11、23、38、58、60、72、93、99、113、174、206、512及AB2。

## 外部連結
- 曼谷地鐵公司的官方網站
- 曼谷集體運輸系統（架空電車）的官方網站